# 真鯧屬
真鯧屬（学名：Stromateus）為條鰭魚綱鯖形目鯧科的一屬，也是鯧科的模式屬。本屬物種主要分布於大西洋兩岸到東太平洋南部沿海的亞熱帶海域。

## 分類
本屬已知物種有三個：
- 巴西真鯧 Stromateus brasiliensis Fowler, 1906.
- 縱帶真鯧 Stromateus fiatola Linnaeus, 1758
- 星斑真鯧 Stromateus stellatus Cuvier, 1829

## 分布
本屬分佈於大西洋及東太平洋南部的亞熱帶海域，水棲深度0至200公尺之間。縱帶真鯧分布於東大西洋歐洲至非洲沿海，包括地中海及黑海皆有蹤跡。巴西真鯧分佈於大西洋西南部、從巴西南部到阿根廷的亞熱帶水域。星斑真鯧則分佈於東太平洋南部、秘魯到智利的沿海亞熱帶水域。